# استان نهم

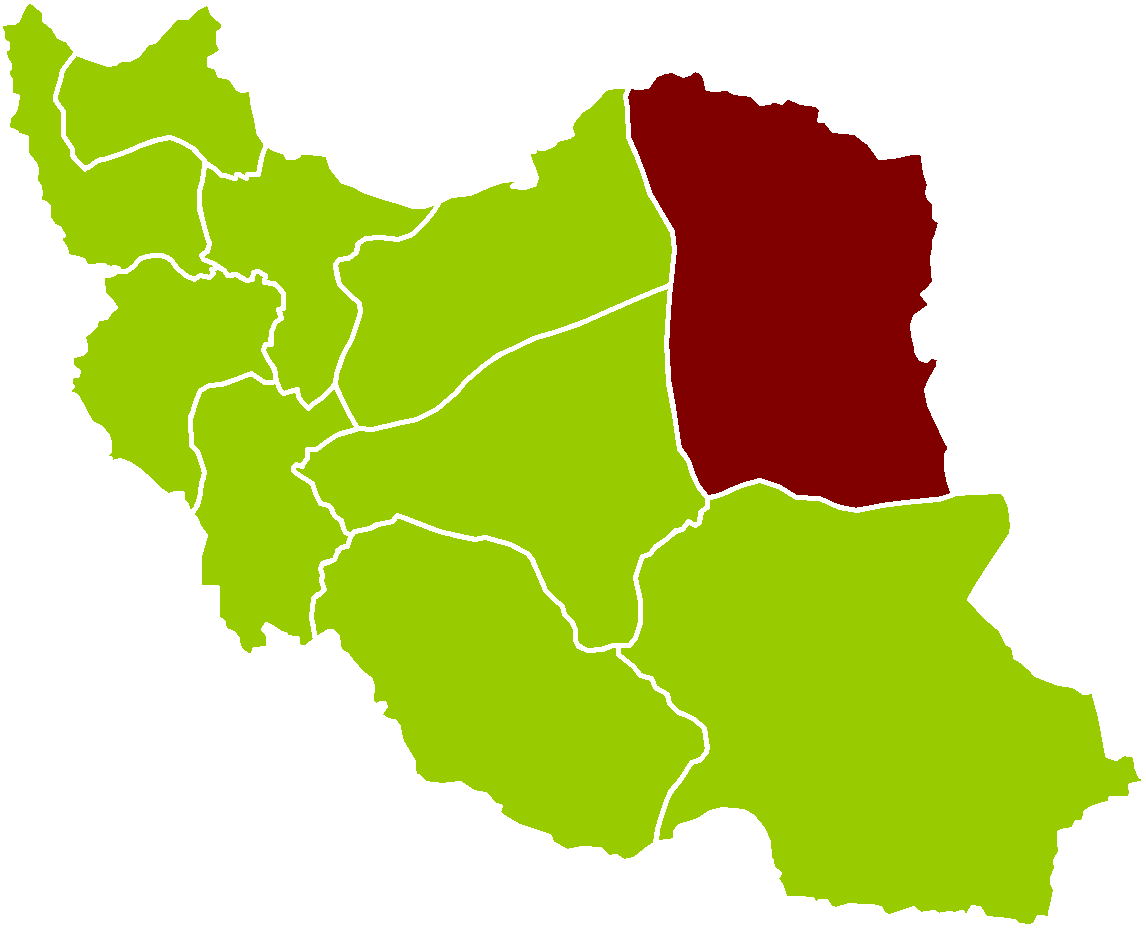
جایگاه استان نهم در نقشهٔ ایران.

استان نهم یکی از ۱۰ استان کشور ایران بود که در ۱۹ دی ۱۳۱۶ خورشیدی، با اصلاح قانون تقسیمات کشوری به عنوان استان نهم تعیین گردید. این استان شامل ۷ شهرستان بیرجند، تربت حیدریه، مشهد، قوچان، بجنورد، گناباد، سبزوار بود.
استان نهم امروزه شامل استان خراسان رضوی (به مرکزیت مشهد) است و استان‌های بیست و هشتم (خراسان شمالی) و بیست و نهم (خراسان جنوبی) از این استان جدا شده‌اند.